# Phylidorea (Macrolabina) latistyla
Phylidorea (Macrolabina) latistyla is een tweevleugelige uit de familie steltmuggen (Limoniidae). De soort komt voor in het Palearctisch gebied.